# 小川喜一 (内務官僚)
小川 喜一（おがわ きいち、1904年（明治37年）4月5日 - 1979年（昭和54年）8月18日）は、日本の内務官僚。栃木県知事。

## 経歴
徳島県出身。京都高等蚕糸学校を卒業。1927年、京都帝国大学農学部農林経済科を卒業。同年12月、高等試験行政科試験に合格。京都帝大で勤務し、1928年、内務省に転じ茨城県属となる。
福井県書記官・警察部長、警視庁警務部長、広島県部長・警察部長などを務め、1946年1月、栃木県知事となり、1947年3月、初の公選知事選に出馬のため知事を辞任するが次点で落選した。
1955年2月、日本社会党の支援を受けて二度目の知事選出馬で当選を果たした。任期の後半は少数与党のため困難な議会運営を強いられた。川俣ダム・川治第二発電所の建設促進、東北本線宇都宮－大宮間の電化促進、教職員の勤務評定実施、県民室開設などの施策を推進した。1959年2月の知事選で落選。1979年8月18日死去、75歳。